# Macroteleia dores
Macroteleia dores är en stekelart som beskrevs av Mikhail Vasilievich Kozlov och Lê 2000. Macroteleia dores ingår i släktet Macroteleia och familjen Scelionidae. Inga underarter finns listade i Catalogue of Life.